# DC Daily
DC Daily war eine US-amerikanische Nachrichtensendung, die zwischen dem 15. September 2018 und dem 3. Juli 2020 auf der Streamingplattform DC Universe gezeigt wurde. Die Sendung war darauf ausgerichtet, insbesondere über die neuesten Entwicklungen im Bereich DC Comics zu informieren.

## Konzept
DC Daily wurde als Nachrichtensendung konzipiert, die jeden Werktag erscheint. Moderiert wurde die Sendung von Tiffany Smith, die von „Special Guests“ ergänzt wurde. Es wurde ausführlich über Serien, Comics und der Gesellschaft in Bezug auf DC Comics berichtet. Dabei beinhaltete die Sendung sogenannte „Headlines“, „Talks“ und „Reports“. Bei den Headlines wurden die täglichen Neuigkeiten kurz zusammengefasst, die in den Talks in Diskussionen näher analysiert werden konnten. Bei den Reports wurde ein bestimmtes Thema näher behandelt. Dies konnte ein ausführliches Interview, aber auch eine Reportage über eine bevorstehende Serie oder einen bevorstehenden Comic oder Film sein.

## Hintergrund
Im April 2017 wurde ein Streamingangebot mit Material zu DC Comics angekündigt, das später unter dem Namen DC Universe erschien. Am 22. August 2018 wurde angekündigt, dass das neue Streaming-Portal auch eine eigene Nachrichtensendung beinhalten soll, die mit DC Daily betitelt wurde. In einem Livestream am 29. August 2018, das von Kevin Smith moderiert wurde, wurde bekannt gegeben, dass die Sendung von Tiffany Smith gehostet wird, wobei auch verschiedene Co-Moderatoren verpflichtet wurden. Unter den Co-Moderatoren befinden sich John Barrowman, Samm Levine, Harley Quinn Smith sowie Sam Humphries. Die erste Episode wurde am 15. September 2018 veröffentlicht. Am selben Tag ging auch DC Universe online.
Die Sendung wurde von einem 195 Quadratmeter großen Studio aus gedreht. Das Studio wurde für die Sendung errichtet und befand sich im Warner Bros. Digital Networks Studio in Burbank in Los Angeles County. Im Studio waren originale und großformatige Bilder von DC-Figuren angebracht. Ferner war das Studio mit Sitzen und Demonstrationsbühnen ausgestattet.
Nach dem COVID-19-Ausbruch in den Vereinigten Staaten wurde am 8. Juni 2020 bekanntgegeben, dass DC Daily eingestellt werden soll und die finale Folge am 3. Juli 2020 veröffentlicht wird.